# Rogatien-Joseph Martin
Rogatien-Joseph Martin SSCC (* 15. März 1849 in Geneston; † 27. Mai 1912) war ein Apostolischer Vikar der Marquesas-Inseln.

## Biographie
François-de-Paul Baudichon trat der Ordensgemeinschaft der Arnsteiner Patres bei und legte die Profess am 15. Oktober 1878 ab. Leo XIII. ernannte am 11. April 1890 ihn zum Apostolischen Administrator der Marquesas-Inseln. Der Papst ernannte am 3. Juni 1892 ihn zum Apostolischen Vikar der Marquesas-Inseln und Titularbischof von Verinopolis. 
Der Erzbischof von San Francisco, Patrick William Riordan, spendete ihm am 1. Januar des nächsten Jahres die Bischofsweihe.